# Округ Хардин (Тексас)
Округ Хардин (енгл. Hardin County) је округ у америчкој савезној држави Тексас. По попису из 2010. године број становника је 54.635.

## Демографија
Према попису становништва из 2010. у округу је живело 54.635 становника, што је 6.562 (13,7%) становника више него 2000. године.
| Група             | 2000.          | 2010.          |
| Белци             | 42.941 (89,3%) | 48.088 (88,0%) |
| Афроамериканци    | 3.324 (6,9%)   | 3.193 (5,8%)   |
| Азијати           | 112 (0,2%)     | 276 (0,5%)     |
| Хиспаноамериканци | 1.223 (2,5%)   | 2.384 (4,4%)   |
| Укупно            | 48.073         | 54.635         |